# Leopold Wlach
Leopold Wlach (* 9. September 1902 in Wien; † 7. Mai 1956 ebenda) war ein österreichischer Klarinettist und Klarinettenpädagoge. Er wirkte als Soloklarinettist an der Wiener Staatsoper/bei den Wiener Philharmonikern.

## Leben
Wlach studierte zunächst Klarinette an der Wiener Musikakademie bei Franz Bartolomey, später bei Viktor Polatschek. Noch während seines Studiums wirkte er 1924 als Bassklarinettist bei der Uraufführung von Weberns Sechs Lieder nach Gedichten von Georg Trakl mit. Mit einem Ensemble unternahm er 1926 eine Welttournee, zwei Jahre später erhielt Wlach eine Anstellung als Klarinettist an der Wiener Staatsoper/bei den Wiener Philharmonikern. In Folge der Emigration seines ehemaligen Lehrers und Orchesterkollegen Viktor Polatschek in die Vereinigten Staaten wechselte Wlach auf die Solo-Klarinette und übernahm 1931 dessen Unterrichtsstelle an der Wiener Musikakademie. Zu seinen Schülern gehörten unter anderem Alfred Prinz, Alfred Boskovsky und Karl Österreicher. Wlach war Mitbegründer der „Bläservereinigung der Wiener Philharmoniker“. Von der Wiener Mozartgemeinde wurde Wlach 1954 die „Goldene Medaille“ verliehen. Im selben Jahr erlitt der Klarinettist einen Herzinfarkt  und war, nach Aussage seines Schülers Alfred Prinz, „nicht mehr einsatzfähig“. Prinz ersetzte Wlach daraufhin bei der „Bläservereinigung“ und folgte ihm nach gewonnenem Probespiel als Soloklarinettist der Wiener Philharmoniker nach.